# Acacia leptoloba
Acacia leptoloba — вид квіткових рослин з родини бобових. Ареал: Австралія (Квінсленд).

## Середовище
Зазвичай розташовується на пагорбах і вздовж струмків, що ростуть на піщаному ґрунті.

## Біоморфологічна характеристика
Це кущ або невелике дерево зазвичай досягає висоти від 3 до 5 метрів і має розлогу звичку з голими гілочками, які іноді вкриті дрібним білим порошкоподібним нальотом. Голі, шкірясті та вічнозелені філодії мають нерівносторонній вузькоеліптичний контур, серпувату форму в довжину від 7 до 12 см і вшир від 18 до 33 мм і мають три головні поздовжні жилки. Цвіте в період з грудня по квітень, утворюючи суцвіття в пазушних китицях іноді на кінцевих волотях, які мають сферичні квіткові головки діаметром приблизно 8 мм містять від 40 до 75 квіток білого кольору. Стручки плоскі, до 8 см завдовжки, ≈ 2 см завширшки, тонкі, голі. Насіння поперечне, завдовжки 5,5–6 мм.